# Minnesota Lynx

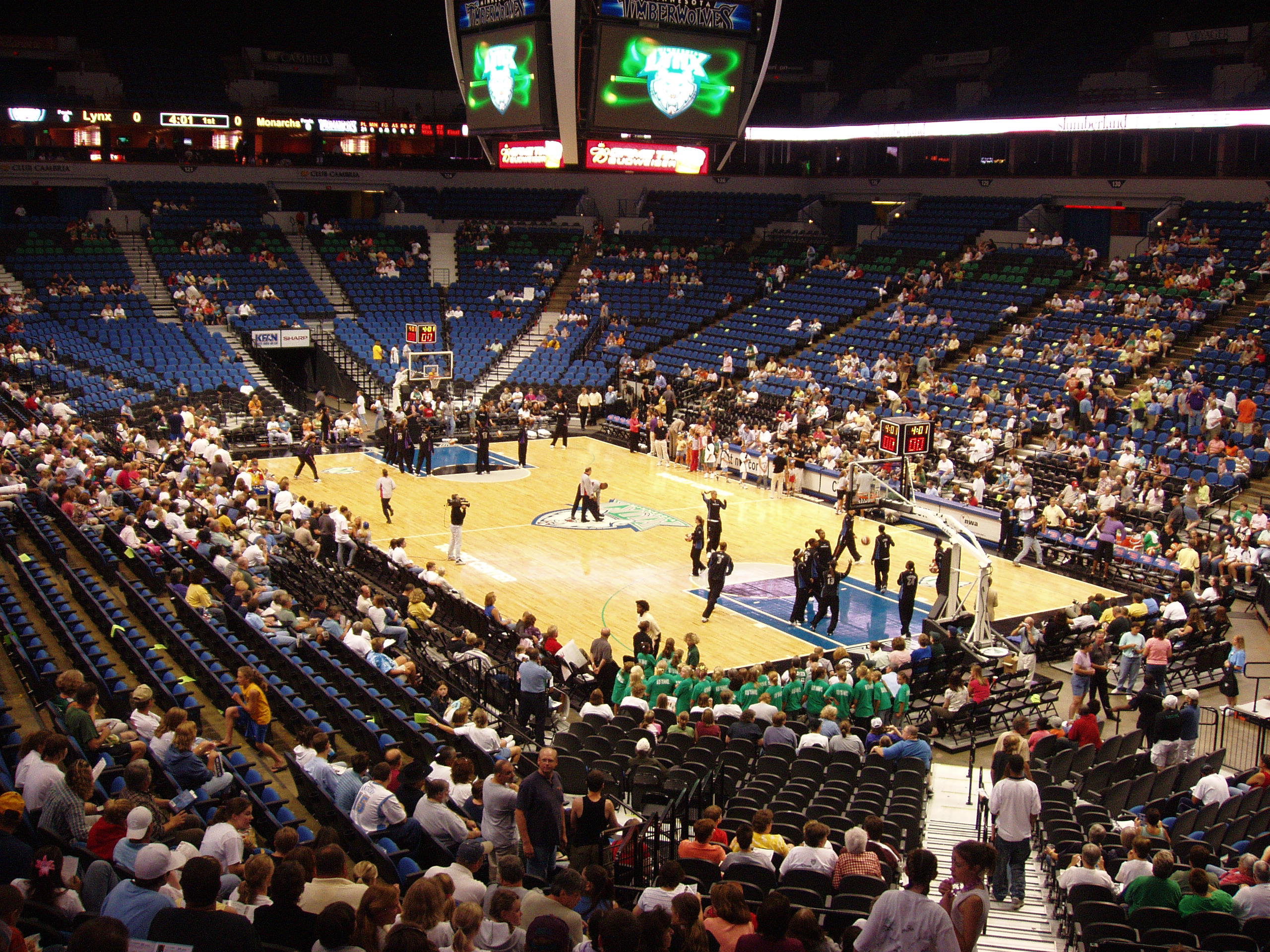
Jogo do Lynx no Target Center.

O Minnesota Lynx é um time de basquete feminino que joga na Women's National Basketball Association baseado em Minneapolis, Minnesota, com base no Target Center. Fundado em 1999, o time foi campeão da WNBA em 2011, 2013, 2015 e 2017.
Em abril de 2012, a pivô brasileira Damiris Dantas foi selecionada no draft para atuar na WNBA, pelo Lynx.